# Imre Benkő
Imre Benkő (17. února 1943, Budapešť) je maďarský fotograf.

## Životopis
Narodil se v Budapešti a dětství prožil v hornické osadě v pohoří Bakoňský les. V roce 1963 se zúčastnil kurzů ve Studiu mladých fotografů (Fiatalok Fotóművészeti Stúdiója) a v roce 1971 dokončil studium fotožurnalistiky. V letech 1968–1986 působil jako fotožurnalista v maďarské tiskové agentuře MTI a pak do roku 1990 v týdeníku Képes 7. Do roku 1993 pak fotografoval pro magazín Európa. V letech 1988–2000 vyučoval dokumentární fotografii na Maďarské akademii umění.
V letech 1975 a 1978 Imre Benkő zvítězil v soutěži World Press Photo. V letech 1987–1995 dokumentoval likvidaci slévárny v Ózdu. Díky tomuto cyklu získal stipendium Nadace W. Eugena Smithe. Cyklus vyšel v roce 1996 knižně pod názvem Acélváros, Ózd 1987–1995.
Jeho fotografie byly součástí několika set kolektivních výstav po celém světě a více než 50 individuálních zahraničních výstav. Jeho fotografie jsou součástí mnoha muzejních i soukromých sbírek.